# Stěnka Razin
Štěpan „Stěnka“ Timofejevič Razin, (rusky Степан (Стенька) Тимофеевич Разин, 1630, Don – 6. červnajul./ 16. června 1671greg., Moskva) byl ruský kozák, pirát, povstalec a lidový hrdina.

## Mládí a tažení do Persie

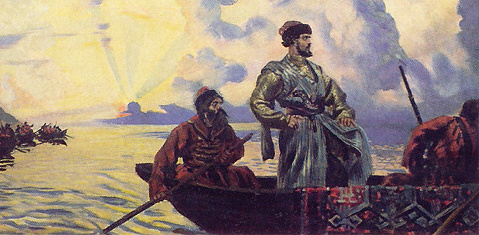
Stěnka Razin na Volze, olejomalba Boris Michajlovič Kustodijev (1918)

O jeho dětství a mládí neexistují zaručené zprávy. Poprvé je vzpomínán roku 1661 jako ruský emisar u kalmyckých chánů. V 60. letech 17. století se spolu se svým starším bratrem Ivanem účastnil ruské války s Polskem. Ivan Razin byl roku 1666 ruskými veliteli obviněn z dezerce a bez soudu popraven, což jeho bratra velmi poznamenalo.
Po skončení války Stěnka odešel se skupinou kozáků na Volhu, odkud se na jaře roku 1668 vydal na pirátské tažení do Persie. Záminkou k výpravě, která zpustošila celé perské pobřeží, bylo osvobození křesťanských otroků z perského područí. Během této výpravy kozáci vyplenili města Derbent, Rašt či Gurgán, získali nesmírnou kořist a skutečně osvobodili řadu zajatců, hlavně Gruzínců. Na jaře 1669 u Ostrova Sviní nedaleko Baku rozdrtili trestnou výpravu, kterou proti nim vyslal perský šáh Safí II.

## Povstání
Roku 1670 z ne zcela jasných příčin napadl město Astrachaň a dal popravit tamního vojvodu Semjona Prozorovského i jeho bratra a nezletilého syna. Prozorovskij byl patrně zapleten do smrti Razinova bratra Ivana, oba muži však měli rovněž spory o kořist po návratu z tažení do Persie. Následovalo vraždění šlechticů, úředníků a cizích důstojníků, cizí kupci byli vyhnání a jejich majetek kozáci vyrabovali.
Astrachaň si pak kozáci zvolili za svou základnu. To byl začátek všeobecného povstání proti šlechtě, které ale Stěnka původně neměl v plánu. K povstání se připojily také neruské národy Povolží, hlavně Mordvinci a Tataři, nevolníci a částečně také pravoslavná církev. Po počátečních úspěších, kdy povstalci dobyli města Caricyn a Samara, byli na podzim carským vojskem pod vedením knížete Barjatinského u pevnosti Simbirsk poraženi a mnoho povstalců na místě zmasakrováno. Ti, kteří se vzdali, byli odsouzeni k bičování a posláni do sibiřského vyhnanství.
Stěnka byl v boji těžce raněn, ale jeho kozáci ho odvezli na Don. Poté se od něj odvrátila i církev a moskevský patriarcha jej dal do klatby jako nepřítele Rusi. Na jaře 1671 se chtěl pokusit o nové tažení, byl však svým příbuzným, atamanem Kornilem Jakovlevem, zrazen a vydán carovi. Vojáci jej vozili po Moskvě přivázaného k popravčí káře, aby se lide mohli na vlastní oči přesvědčit o jeho zajetí. Poté byl dopraven do Kremlu, vyslýchán na mučidlech a předveden před cara Alexeje, jenž ho odsoudil k smrti. Následujícího dne, 16. června 1671, byl v Moskvě na Rudém náměstí (podle jiných údajů na Bolotném náměstí) popraven. Kat mu nejprve uťal pravou ruku a nohu, poté byl Razin sťat a jeho tělo rozčtvrceno. 
Zajaté vůdce carští vojáci popravili, ostatní povstalci byli většinou bičování nebo i zmrzačeni, a poté posláni do vyhnanství na Sibiři. Uvádí se, že celkem bylo popraveno nebo ubito carskými vojáky více než 10 000 povstalců. Nejdéle se povstalci udrželi v Astrachani, odkud je vyhnali vojvodové Jakov Odojevskij a Ivan Miloslavskij až v listopadu 1671.

## V umění
Stal se častým námětem ruských hudebních děl. Alexandr Glazunov o něm napsal symfonickou báseň a Dmitrij Šostakovič kantátu. Jeho život byl mnohokrát zpracován i literárně, romány o něm napsali například Alexej Čapygin, Stěpan Zlobin a Vasilij Šukšin.

## Píseň
Stěnka Razin je také hrdinou mnoha ruských lidových písní. Ta nejznámější byla v 19. století upravena hudebním skladatelem Dmitrijem Sadovnikovem a přeložena do mnoha jazyků.
| Rusky | Rusky - latinka                                                                                             | Česká verze |
| Из-за острова на стрежень, На простор речной волны, Выплывают расписные, Острогрудые челны.              | Iz-za ostrova na strežeň, Na prostor rečnoj volny, Vyplyvajut raspisnyje, Ostrogrudyje čelny.               | Za ostrůvkem v řece Volze v ranní páře nad vodou objevil se znenadání Stěnka Razin s lodí svou.                |
| На переднем Стенька Разин, Обнявшись, сидит с княжной, Свадьбу новую справляет, Сам весёлый и хмельной.  | Na perednem Steňka Razin, Obnjavšis', sidit s knjažnoj, Svaďbu novuju spravljajet, Sam vesjolyj i chmeľnoj. | Vpředu on a kněžna krásná na lehátku v polibcích k svatebnímu dni je láká víno, láska jen a smích              |
| Позади их слышен ропот: Нас на бабу променял! Только ночь с ней провозился Сам наутро бабой стал . . . . | Pozadi ich slyšen ropot: Nas na babu promeňal! Toľko noč' s něj provozilsja Sam nautro baboj stal . . . .   | Z povzdálí však od kozáků reptavý je slyšet hlas; "Chraň se žen a chraň se lásky promění na baby nás."         |
| Этот ропот и насмешки Слышит грозный атаман, И могучею рукою Обнял персиянки стан.                       | Etot ropot i nasmeški Slyšit groznyi ataman, I mogučeju rukoju Obnjal Persijanki stan.                      | |
| Брови чёрные сошлися, Надвигается гроза. Буйной кровью налилися Атамановы глаза.                         | Brovi čjornyje sošlisja, Nadvigajetsja groza. Bujnoj krov'ju nalilisja Atamanovy glaza.                     | Uslyšel to Stěnka Razin vyskočí a zdvíhá pěst; "Bratři mí, teď uvidíte, kdo kozákem byl a jest."               |
| "Ничего не пожалею, Буйну голову отдам!" — Раздаётся голос властный По окрестным берегам.                | "Ničego ne požaleju, Bujnu golovu otdam!" — Razdajotsja golos vlastnyj Po okrestnym beregam.                | |
| "Волга, Волга, мать родная, Волга, русская река, Не видала ты подарка От донского казака!                | "Volga, Volga, mať rodnaja, Volga, russkaja reka, Ne vidala ty podarka Ot donskogo kazaka!                  | "Volho, Volho, máti rodná" tak promlouvá ku vlnám, "Uchovej, co poklad vzácný, skvost, jejž ti dnes odevzdám!" |
| Чтобы не было раздора Между вольными людьми, Волга, Волга, мать родная, На, красавицу возьми!"           | Čtoby ne bylo razdora Meždu voľnymi ljuďmi, Volga, Volga, mať rodnaja, Na, krasavicu voz'mi!"               | |
| Мощным взмахом поднимает Он красавицу княжну И за борт ее бросает В набежавшую волну.                    | Moščnym vzmachom podnimajet On krasavicu kňažnu I za bort jeje brosajet V nabežavšuju volnu.                | Pak políbil kněžny ústa, na pažích ji vzhůru zdvih a už krásky tělo bílé do vln slétlo vířivých.               |
| "Что ж вы, братцы, приуныли? Эй, ты, Филька, чёрт, пляши! Грянем песню удалую На помин её души!.."       | "Što ž vy, bratcy, priunyli? Ej, ty, Fiľka, čjort, pljaši! Grjanem pesnju udaluju Na pomin jejo duši!.."    | "Co jste zmlkli, chásko bídná? Co civíte v modro vod? Feďko hraj, ať tvoje píseň smuteční je doprovod."        |
| Из-за острова на стрежень, На простор речной волны, Выплывают расписные Острогрудые челны.               | Iz-za ostrova na strežeň, Na prostor rečnoj volny, Vyplyvajut raspisnyje Ostrogrudnyje čelny.               | Za ostrůvkem v řece Volze v ranní páře nad vodou mizí v dáli, v zadumání Stěnka Razin s lodí svou.             |